# بيتر تمبل-موريس
بيتر تمبل-موريس هو سياسي بريطاني، ولد في 12 فبراير 1938 في كارديف في المملكة المتحدة، وتوفي في 1 مايو 2018 في لندن في المملكة المتحدة. نشط حزبياً في حزب المحافظين وحزب العمال.

## مناصب
- انتخب عضو مجلس اللوردات  [لغات أخرى]‏ (22 يونيو 2001 – 1 مايو 2018).
- في الانتخابات العامة في المملكة المتحدة فبراير 1974 [الإنجليزية]‏، انتخب عضو البرلمان السادس والأربعون للمملكة المتحدة  [لغات أخرى]‏ عن دائرة ليومنستر وقد انضم خلال فترته النيابية ‏ (28 فبراير 1974 – 20 سبتمبر 1974) للكتلة البرلمانية حزب المحافظين.
- في الانتخابات العامة في المملكة المتحدة أكتوبر 1974 [الإنجليزية]‏، انتخب عضو البرلمان السابع والأربعون للمملكة المتحدة  [لغات أخرى]‏ عن دائرة ليومنستر وقد انضم خلال فترته النيابية ‏ (10 أكتوبر 1974 – 7 أبريل 1979) للكتلة البرلمانية حزب المحافظين.
- في الانتخابات العامة للمملكة المتحدة 1979 [الإنجليزية]‏، انتخب عضو البرلمان الثامن والأربعون للمملكة المتحدة  [لغات أخرى]‏ عن دائرة ليومنستر وقد انضم خلال فترته النيابية ‏ (3 مايو 1979 – 13 مايو 1983) للكتلة البرلمانية حزب المحافظين.
- في الانتخابات العمومية للمملكة المتحدة 1983 [الإنجليزية]‏، انتخب عضو البرلمان التاسع والأربعون للمملكة المتحدة  [لغات أخرى]‏ عن دائرة ليومنستر وقد انضم خلال فترته النيابية ‏ (9 يونيو 1983 – 18 مايو 1987) للكتلة البرلمانية حزب المحافظين.
- في الانتخابات العمومية للمملكة المتحدة 1987 [الإنجليزية]‏، انتخب عضو البرلمان الخمسون للمملكة المتحدة  [لغات أخرى]‏ عن دائرة ليومنستر وقد انضم خلال فترته النيابية ‏ (11 يونيو 1987 – 16 مارس 1992) للكتلة البرلمانية حزب المحافظين.
- في الانتخابات العامة في المملكة المتحدة 1992 [الإنجليزية]‏، انتخب عضو البرلمان الحادي والخمسون للمملكة المتحدة  [لغات أخرى]‏ عن دائرة ليومنستر وقد انضم خلال فترته النيابية ‏ (9 أبريل 1992 – 8 أبريل 1997) للكتلة البرلمانية حزب المحافظين.
- انتخب عضو البرلمان الثاني والخمسون للمملكة المتحدة  [لغات أخرى]‏ عن دائرة ليومنستر وقد انضم خلال فترته النيابية ‏ (21 يونيو 1998 – 14 مايو 2001) للكتلة البرلمانية حزب العمال.
- انتخب عضو البرلمان الثاني والخمسون للمملكة المتحدة  [لغات أخرى]‏ عن دائرة ليومنستر وقد انضم خلال فترته النيابية ‏ (21 نوفمبر 1997 – 21 يونيو 1998) للكتلة البرلمانية مستقل.
- في الانتخابات العامة في المملكة المتحدة 1997 [الإنجليزية]‏، انتخب عضو البرلمان الثاني والخمسون للمملكة المتحدة  [لغات أخرى]‏ عن دائرة ليومنستر وقد انضم خلال فترته النيابية ‏ (1 مايو 1997 – 21 نوفمبر 1997) للكتلة البرلمانية حزب المحافظين.